# 500 Selinur
Az 500 Selinur (ideiglenes jelöléssel 1903 LA) a Naprendszer kisbolygóövében található aszteroida. Maximilian Franz Joseph Cornelius Wolf fedezte fel 1903. január 16-án.